# Lerdo de Tejada 2da. Sección
Lerdo de Tejada 2da. Sección är en ort i Mexiko.   Den ligger i kommunen Macuspana och delstaten Tabasco, i den sydöstra delen av landet, 700 km öster om huvudstaden Mexico City. Lerdo de Tejada 2da. Sección ligger 20 meter över havet och antalet invånare är 578.
Terrängen runt Lerdo de Tejada 2da. Sección är platt. Runt Lerdo de Tejada 2da. Sección är det ganska tätbefolkat, med 67 invånare per kvadratkilometer. Närmaste större samhälle är Macuspana, 6,2 km öster om Lerdo de Tejada 2da. Sección. Trakten runt Lerdo de Tejada 2da. Sección består till största delen av jordbruksmark.